# Wahlen 1854
◄◄ | ◄ | 1850 | 1851 | 1852 | 1853 | Wahlen 1854 | 1855 | 1856 | 1857 | 1858 | ► | ►►

Weitere Ereignisse
Die Liste der Wahlen 1854 umfasst Parlamentswahlen, Präsidentschaftswahlen, Referenden und sonstige Abstimmungen auf nationaler und subnationaler Ebene, die im Jahr 1854 weltweit abgehalten wurden.
Das damalige Wahlrecht entsprach typischerweise nicht den Wahlrechtsgrundsätzen der direkten, geheimen und gleichen Wahl. Zeittypisch waren oft nur kleine Teile der Bevölkerung wahlberechtigt, ein Frauenwahlrecht war nicht gegeben.

## Termine
| Land               | Datum          | Link zur Wahl 1854                                  | Link zur letzten Wahl | Bemerkung                                                                 |
| ------------------ | -------------- | --------------------------------------------------- | --------------------- | ------------------------------------------------------------------------- |
| Lippe              | vor dem 8. Mai | Landtagswahl in Lippe                               |                       | nach den Protokollen des Landtages wurde der Landtag am 8. Mai einberufen |
| Vereinigte Staaten | ab dem 4. Aug. | Wahl zum Repräsentantenhaus der Vereinigten Staaten | 1852                  |                                                                           |
| Schweiz            | 29. Oktober    | Schweizer Parlamentswahlen                          | 1851                  |                                                                           |